# Виллани, Маттео (легкоатлет)
Маттео Виллани (итал. Matteo Villani; род. 28 августа 1982, Сан-Секондо-Парменсе, Эмилия-Романья) — итальянский легкоатлет, специалист по бегу на средние дистанции и стипльчезу. Выступал на профессиональном уровне в 2001—2012 годах, многократный победитель и призёр первенств национального значения, участник летних Олимпийских игр в Пекине.

## Биография
Маттео Виллани родился 29 августа 1982 года в коммуне Сан-Секондо-Парменсе, Эмилия-Романья.
Успешно выступал в стипльчезе на различных юниорских соревнованиях национального уровня начиная с 2001 года.
В 2003 году вошёл в состав итальянской сборной и выступил в беге на 3000 метров с препятствиями на молодёжном европейском первенстве в Быдгоще — благополучно преодолел предварительный квалификационный этап, но в ходе решающего забега был дисквалифицирован.
В 2006 году стартовал в стипльчезе на чемпионате Европы в Гётеборге, остановился на стадии полуфиналов.
Будучи студентом, в 2007 году представлял Италию на Всемирной Универсиаде в Бангкоке, где в финале своей дисциплины показал на финише восьмой результат.
В 2008 году помимо прочего финишировал четвёртым на Кубке Европы в Анси. Благодаря череде удачных выступлений удостоился права защищать честь страны на летних Олимпийских играх в Пекине — на предварительном квалификационном этапе стипльчеза сошёл с дистанции, не показав никакого результата.
После пекинской Олимпиады Виллани остался действующим спортсменом и продолжил принимать участие в крупнейших легкоатлетических стартах. Так, в 2009 году он закрыл десятку сильнейших на командном чемпионате Европы в Лейрии, стал пятым на домашних Средиземноморских играх в Пескаре, одержал победу на чемпионате Италии в Милане в зачёте бега на 3000 метров с препятствиями.
В 2010 году был седьмым на командном чемпионате Европы в Бергене.
В 2012 году выиграл чемпионат Италии в Брессаноне и по окончании сезона завершил спортивную карьеру.